# 基里巴斯駐外機構列表

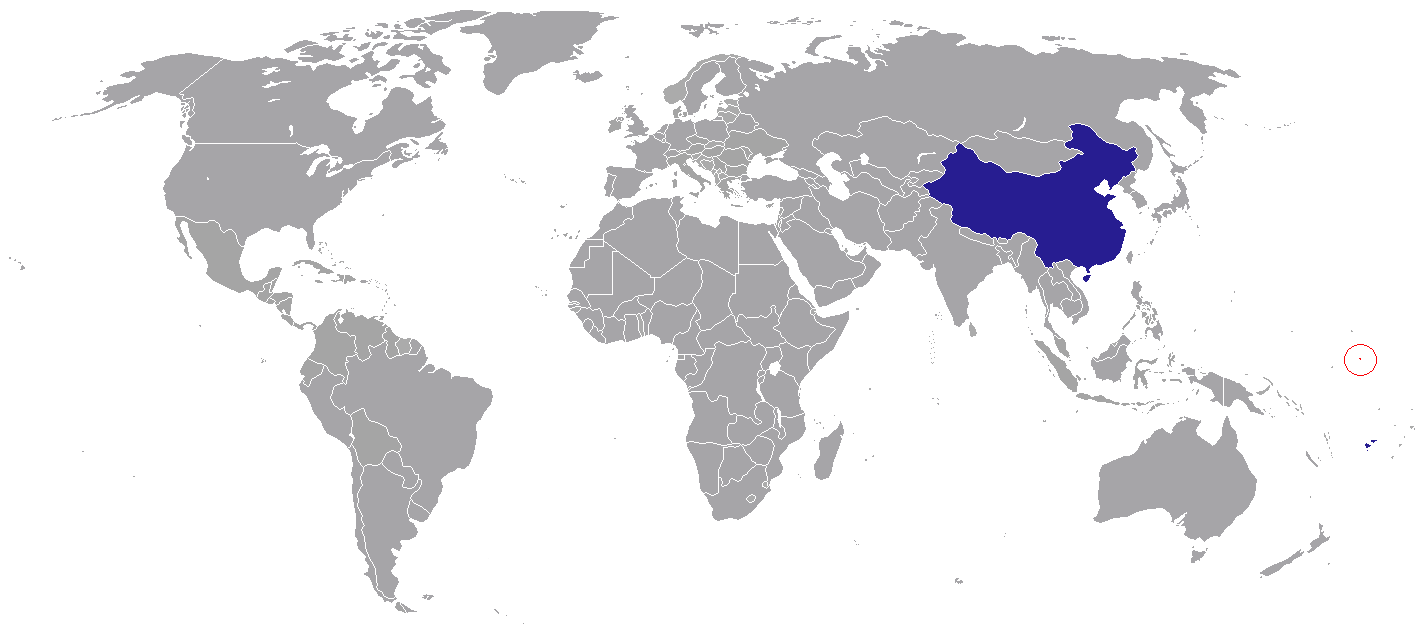
Diplomatic missions of Kiribati

基里巴斯駐外機構列表為大洋洲國家基里巴斯共和国派駐外國代表機構之列表，基里巴斯的外交代表机构较少，仅于2002年基于较多基里巴斯人在斐济侨居、学习之故在苏瓦设有一座大使馆。
2013年，基里巴斯曾经在台北设有大使馆，2019年，因基里巴斯与中华民国断交，其驻台大使馆也被关闭；後與中華人民共和國建交，改於北京復設大使館。
除此之外，基里巴斯还在悉尼、奥克兰、檀香山、汉堡和伦敦设有名誉领事馆。

## 亚洲
- 中国
  - 北京（大使馆）

## 大洋洲
- 斐济
  - 苏瓦 (高级专员公署)

## 驻国际组织
- 联合国
  - 纽约 (驻联合国代表团兼驻 美国大使馆)